# شركة الخطوط السعودية لتنمية وتطوير العقار
شركة الخطوط السعودية لتنمية وتطوير العقار «سارد»، (بالإنجليزية: SARED)‏. هي شركة تختص بأنشطة التطوير العقاري تتبع إلى مجموعة الخطوط السعودية القابضة.

## نبذة
تهتم شركة «سارد» بانشطة التطوير العقاري عبر مفاهيم مبتكرة وخدمات متفوقة وفي سبيل تحقيق أهدافها تسخر الشركة كل ما لديها من امكانيات تقنية فنية وبشرية لخدمة عملائها. مع التزام تام بطرح خدمات مبتكرة بكافة مجالات الاستثمار العقاري وعبر افكار وحلول عقارية واعدة لمصلحة عملائها، أن شركة الخطوط السعودية لتنمية وتطوير العقار«سارد» تتجاوز المفهوم التقليدي للخدمات العقارية، بل تعد نقلة نوعية في عالم العقار والاستثمار وصولا لأفضل المستويات التي تواكب تطلعات المجتمع السعودي.

## إستراتيجية الشركة
تقوم إستراتيجية «سارد» على التفاني في خدمات كافة فئات مجتمعنا بدءا من اصحاب الدخل المحدود والمتوسط وانتهاء بذوي الدخول العالية.